# Гильом де Форс (граф Омальский)
Гильом де Форс (I) (фр. Guillaume des Forz) или Вильгельм де Фортибус (лат. Willelmus de Fortibus; ум. 1195) — англо-нормандский барон. Один из приближённых короля Англии Ричарда I Львиное Сердце, который в 1190 году женил Гильома на графине Хависе Омальской. Благодаря этому получил титул графа Омальского, а также ряд поместий в Англии. Принимал участие в Третьем крестовом походе, будучи одним из командующих флотом Ричарда I.

## Происхождение
Существует несколько теорий о происхождении Гильома. Томас Стэплтон в работе «De Antiquis Legibus Liber» предположил, что родовое прозвание Гильома (Forz) происходит от названия поселения Форс в современном французском департаменте Дё-Севр в Пуату. В качестве доказательства он привёл датированную 1233 годом хартию, в которой говорится, что графиня Алиса д’Э отказывается в пользу короля Франции Людовика IX от прав на «владение Форс» (лат. terram de Forz), которым обладал покойный Гильом де Форс, граф Омальский. Однако о местонахождении данного владения не упоминается, каких-то доказательств об её идентификации с поселением Форс в Пуату не существует. Редактор издания, опубликовавший хартию, предположил, что «la terre des Forts» находилась в Нормандии, что объясняет, каким образом графиня Алиса могла её получить, поскольку графство Э примыкало к графству Омаль. Кроме того, если Гильом был влиятельным дворянином в Омале, то это может объяснить его выбор в качестве мужа для графини Омальской.
При этом о происхождении Гильома из Пуату сообщает хронист Роджер Ховеденский: цитируя хартию Ричарда I Львиное Сердце, датированную 1190 годом, он называет его «Willelmum de Forz de Ulerum». «Ulerum» отождествляют с островом Олерон, расположенный в современном французском департаменте Приморская Шаранта. Происхождение его рода из Олерона, возможно, подтверждается хартией, датированной 4 мая 1150 года, которой епископ Санта Бернар улаживает спор между аббатством Нотр-Дам-де-Сант и Гильомом, сыном Амери, бароном Олерона. В ней указывается, что деда Гильома звали Готье де Форс (лат. Gauterius de Forz).
В то же время в качестве родового прозвания Гильома в источниках часто указывают «де Фортибус» (лат. де Фортибус), а не «де Форс», что напоминает прозвание «de Fortibus», которое носил Гильом де Вивон,  сын Юга де Вивона, сенешаля Гаскони. Однако нет никаких указаний на то, что это личное прозвище в дальнейшем передавалось потомкам. И никаких семейных связей между семьями Вивонов и Форсов не прослеживается.

## Биография
О жизни Гильома известно немногое. Впервые его имя появляется в хартии Ричарда I, датированной мартом 1190 года.
14 ноября 1189 года умер Уильям де Мандевиль, 3-й граф Эссекс, муж графини Омальской Хависы. Детей от этого брака не было, поэтому английский король Ричард I в 1190 году устроил брак Хафисы со своим приближённым Гильомом де Форсом. Графиня пыталась сопротивляться, но после того, как Ричард I конфисковал её владения, она сдалась. Вероятно, брак был заключён в конце 1190 года. В этом браке родился как минимум один сын, Гильом (Уильям).
Роджер Ховеденский сообщает, что в мае 1190 года в Шиноне Ричард I назначил Гильома де Форса вместе с Робертом де Сабле и Ричардом де Камвилем командующими флотом для участия в Третьем крестовом походеа. Сабле и Камвиль отплыли сразу же, а Гильом сначала сопровождал короля в Везле, где тот встретился с французским королём Филиппом II Августом и где они официально объявили о начале крестового похода. Затем Гильом отплыл со своей эскадрой из 33 кораблей, обогнул Пиренейский полуостров, после чего 24 июля в устье реки Тежу соединился с эскадрами Сабле и Камвиля, которые ранее разграбили Лиссабон. Потом крестоносцы вместе отплыли в Марсель, где к ним присоединился король.
В «Красной книге казначейства» за 1190/1191 год указано, что Гильом мог выставить 12 рыцарей из Скиптона в Йоркшире.
По возвращении из крестового похода Гильому, согласно «Красной книге казначейства» за 1194/1195 год была предоставлена отсрочка «на короткий срок» для выплат за владения в Линкольншире.
Роджер Ховеденский сообщает, что Гильом умер в 1195 году. Его жену Ричард I вскоре выдал замуж в третий раз — за фламандского рыцаря Бодуэна де Бетюна (умер в 1212), сыгравшего значительную роль в освобождении короля из плена.

## Брак и дети
Жена: после 3 июля 1190 Хависа Омальская (умерла 11 марта 1214), графиня Омальская, дочь Гильома (I), графа Омальского, и Сесилии Скиптонской, вдова Уильяма де Мандевиля, 3-го графа Эссекса.
Дети:
- Гильом (Уильям) де Форс (II) (1191/1196 — 29 марта 1241), титулярный граф Омальский с 1214, английский барон[4][8].